# Emilio Villari
Emilio Villare (Nápoles, 1836 — 1904) foi um físico italiano.

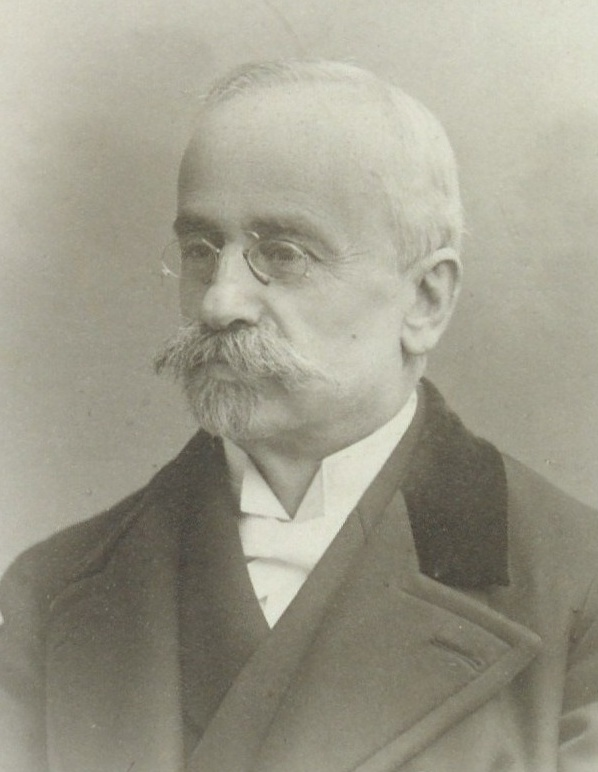
Emilio Villari